# Gaivina-de-asa-branca

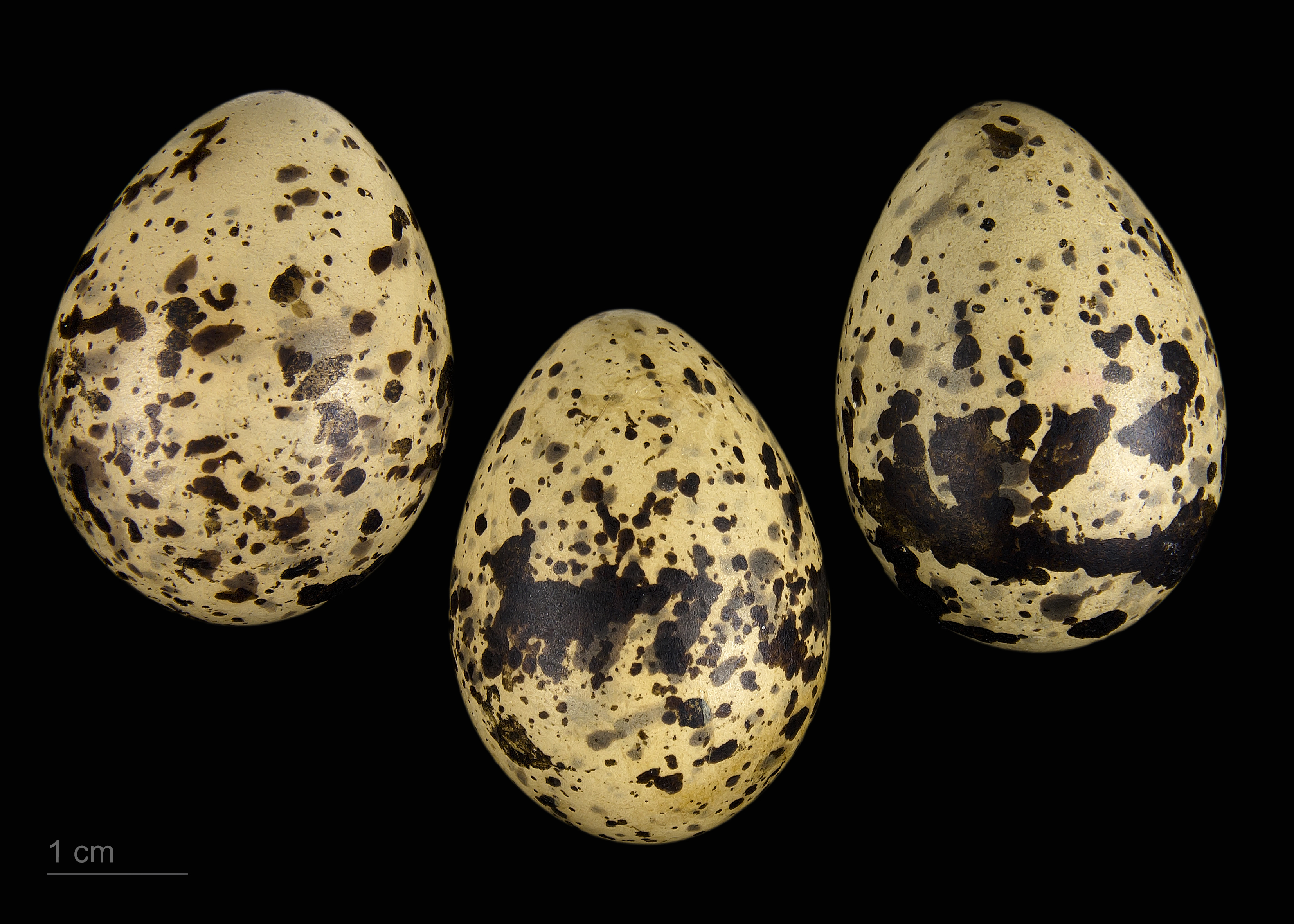
Chlidonias leucopterus - MHNT

Gaivina-d'asa-branca ou gaivina-de-asa-branca (Chlidonias leucopterus) é uma ave da família Laridae (antes Sternidae). É parecida com a gaivina-preta, distinguindo-se desta espécie pelas manchas brancas nas asas e na cauda e também pelas patas vermelhas.
Esta gaivina nidifica em zonas húmidas no leste da Europa e passa o Inverno na África tropical. É uma espécie muito rara em Portugal.

## Subespécies
A espécie é monotípica (não são reconhecidas subespécies).